# Zawe Ashton
Pour les articles homonymes, voir Ashton.
Zawe Ashton, née le 25 juillet 1984 à Hackney (Londres), est une actrice, réalisatrice, dramaturge et metteuse en scène britannique.
Elle est notamment connue pour ses rôles de Katherine dans la comédie dramatique de Channel 4 Not Safe for Work et de Vod dans Fresh Meat. Sa filmographie inclut aussi les longs métrages Blitz et St. Trinian's 2 : The Legend of Fritton's Gold.

## Biographie
Cette section ne s'appuie pas, ou pas assez, sur des sources secondaires ou tertiaires indépendantes du sujet.

Pour l'améliorer, ajoutez-en, ou placez des modèles {{Source secondaire souhaitée}} ou {{Source secondaire nécessaire}} sur les passages mal sourcés. (mars 2022)
Des rumeurs circulent en 2019 sur une relation supposée avec Tom Hiddleston, un acteur britannique notamment connu pour le rôle de Loki dans l’univers Marvel. Ils se seraient apparemment rencontrés à Londres alors qu’ils travaillaient tous les deux pour la pièce « Betrayal » de West End. Elle est maintenant fiancée à Tom Hiddleston, depuis le mois de décembre 2021, et en juin 2022 il est confirmé qu'elle est enceinte de leur premier enfant.

## Filmographie partielle

### Comme actrice

#### Au cinéma
- 2009 : St. Trinian's 2: The Legend of Fritton's Gold de Oliver Parker et Barnaby Thompson : Bianca
- 2011 : Blitz de Elliott Lester : Elizabeth Falls
- 2011 : Weekender : Sarah
- 2011 : Dreams of a Life : Joyce Vincent
- 2014 : Flinch : Emily
- 2015 : Little Soldier : Amanda
- 2016 : Nocturnal Animals de Tom Ford : Alex
- 2018 : Greta de Neil Jordan : Alexa Hammond
- 2019 : Velvet Buzzsaw de Dan Gilroy : Josephina
- 2023 : The Marvels de Nia DaCosta : Dar-Benn

#### À la télévision
- 2010 : Misfits (1 épisode) - 2x05 : Jessica
- 2011-2013 : Jackson Brodie, détective privé (Case Histories) : Deborah Arnold (9 épisodes)
- 2011- : Fresh Meat : Violet « Vod » Nordstrom (27 épisodes)
- 2015 : Not Safe for Work : Katherine (6 épisodes)
- 2018 : Wanderlust : Claire Pascal
- 2021 : The Handmaid's Tale : Oona

### Comme réalisatrice
- 2014 : The Place We Go to Hide
- 2014 : Happy Toys